# Jo Vannicola
Jo Vannicola (* 20. April 1968 in Montreal, Québec), früher bekannt als Joanne Vannicola, ist eine kanadische schauspielerisch tätige Person.

## Leben
Vannicola engagiert sich für die Rechte von durch Kindesmisshandlung Geschädigten sowie für LGBT-Rechte. Vannicola identifiziert sich als nichtbinär und nutzt im Englischen das geschlechtsneutrale Pronomen they.

## Karriere
Vannicola hatte den ersten Fernsehauftritt mit vierzehn Jahren. 1993 folgte das Theater- und mit Liebe und andere Grausamkeiten auch das Filmdebüt. 1997 wirkte Vannicola im  Psychothriller Hysteria mit. Eine Nebenrolle verkörperte Vannicola im Psychothriller Thought Crimes – Tödliche Gedanken (2003) und in Stonewall (2015).
Vannicola war 1989 für den Gemini Award als beste Hauptdarstellerin in einer Fernsehserie und 1994 als beste Nebendarstellerin für den Genie Award nominiert.

## Filmografie (Auswahl)
- 1988: Nachtstreife (Night Heat, Fernsehserie, 1 Folge)
- 1989, 1990: Ultraman – Mein geheimes Ich (My Secret Identity, Fernsehserie, 3 Folgen)
- 1991: Katts und Dog (Katts & Dog, Fernsehserie, 1 Folge)
- 1993: Liebe und andere Grausamkeiten (Love and Human Remains)
- 1995: Der stählerne Adler IV (Iron Eagle IV)
- 1996: Kung Fu – Im Zeichen des Drachen (Kung Fu – The Legend Continues, Fernsehserie, 1 Folge)
- 1997: Hysteria
- 1999–2000: PSI Factor – Es geschieht jeden Tag (PSI Factor – Chronicles of the Paranormal, Fernsehserie, 22 Folgen)
- 2002: Mutant X (Fernsehserie, 1 Folge)
- 2002: Relic Hunter – Die Schatzjägerin (Relic Hunter, Fernsehserie, 1 Folge)
- 2003: Thought Crimes – Tödliche Gedanken (Thought Crimes)
- 2009–2011: Being Erica – Alles auf Anfang (Being Erica, Fernsehserie, 13 Folgen)
- 2011–2013: Crash Canyon (Fernsehserie, 26 Folgen)
- 2011–2016: Super Why! (Fernsehserie, 9 Folgen)
- 2014: Degrassi: The Next Generation (Fernsehserie, 2 Folgen)
- 2015: Girlfriends’ Guide to Divorce (Fernsehserie, 1 Folge)
- 2015: Rookie Blue (Fernsehserie, 1 Folge)
- 2015: Stonewall
- 2016–2021: Slasher (Fernsehserie, 16 Folgen)
- 2021–2022: The Expanse (Fernsehserie)